# Кам (релеф)
Кам (от немската дума Kamm – гребен) е название на малки (до 10 – 12 м високи) добре оформени хълмове в райони с ледников релеф.
Имат овална форма – кръгли или елипсовидни. Съставени са от хаотично натрупани елементи – пясък и глинест материал, чакъл, рядко по-големи камъни. Според някои учени произходът им не може да се установи, но други дават задоволително обяснение. Образуват се там, където в някогашен ледник слънчевата топлина е разтопила леда и е образувала дупки, стигащи до повърхността на земята. В отворите вятърът навява инертни материали, водите от топенето на околния лед добавят и по-големи камъни. Когато ледникът се разтопи окончателно, на тези места остават камове, приличащи на големи камари. Така се обяснява тяхното разпръснато разположение по старото легло на ледника.
Камовете са широко разпространени в районите с обширни заледявания през плейстоцена – Карелия (в Русия), Прибалтика, Финландия и Швеция, Канада.